# Lazar Kojić
Lazar Kojić (ser. cyr. Лазар Којић, ur. 11 grudnia 1999 w Belgradzie) – serbski piłkarz występujący na pozycji środkowego pomocnika w litewskim klubie Hegelmann. Były młodzieżowy reprezentant Serbii.